# Dilek, Yeşilyurt
Dilek là một thị trấn thuộc thành phố Malatya, tỉnh Malatya, Thổ Nhĩ Kỳ. Dân số thời điểm năm 2011 là 7.971 người.